# Symfonie in d (Bruckner)
De Symfonie in d mineur, ook bekend als "Die Nullte" (WAB 100), is een symfonie voor orkest uit 1869 van de Oostenrijkse componist Anton Bruckner.

## Ontstaan
Bruckner componeerde dit werk in 1869. Toen de Wiener Philharmoniker bezig waren het openingsdeel te repeteren, draaide dirigent Felix Otto Dessoff zich naar de componist met de vraag "waar het eerste thema toch bleef". Voor de altijd onzekere Bruckner zou deze opmerking de reden geweest zijn waarom hij deze symfonie, zijn derde, die hij geschreven had na de Studiesymfonie van 1863 en de "officiële" Eerste, niet wilde opnemen in de rij van genummerde symfonieën.
Toen Bruckner kort voor zijn dood in 1895 zijn symfonieën herzag kreeg hij ook die in d mineur weer onder ogen. Door het doorstrepen van het nummer 2 en het toevoegen van annulirt (geannuleerd) boven de partituur verklaarde hij de symfonie ongeldig. Nochtans heeft Bruckner de partituur aan de Landesbibliothek in Linz geschonken (Oberösterreichisches Landesmuseum Linz, A-LIlmMusHS517) met de opmerking: Diese symfonie ist ganz ungültig. Daardoor kreeg de symfonie de bijnaam "de Nulde".

## Betekenis
Pas in 1924 vond de première plaats in Klosterneuburg, waar een jaar eerder ook de Studiesymfonie voor het eerst had geklonken. Sindsdien is het belang van de "Nulde" symfonie wel ingezien. Zij wordt regelmatig uitgevoerd en opgenomen. Doordat het werk tientallen jaren opgeborgen was geweest, heeft Bruckner het nooit onderworpen aan de talloze revisies die zijn andere symfonieën ondergingen. Daardoor geeft deze symfonie, meer dan de omringende Eerste van 1866 en Tweede van 1871 waaraan hij lang is blijven schaven, een verhelderend inzicht in zijn vroege compositorische ontwikkeling.
Vergeleken met latere symfonieën is deze symfonie relatief kort en eenvoudig. Toch hoort men hier reeds in de kern tot welke persoonlijkheid Bruckner zich later zou ontwikkelen

## Delen
1. Allegro - poco meno mosso (in d)
2. Andante sostenuto (in Bes)
3. Scherzo: Presto - Trio: Langsamer und ruhiger
4. Finale: Moderato - Allegro vivace (in d)

## Instrumentatie
- 2 fluiten
- 2 hobo's
- 2 klarinetten
- 2 fagotten
- 4 hoorns
- 2 trompetten
- 3 trombones
- pauken
- eerste en tweede violen
- altviolen
- celli
- contrabassen.